# Goceano
Gocéano, también conocido como Gocíano, es un condado y castillo del mismo nombre en la zona noroccidental de Cerdeña, actualmente en la provincia de Sassari, en Italia.
El castillo de Gocéano, perteneciente al antiguo Juzgado de Arborea, fue construido alrededor de 1127 - 1129. Se encuentra enclavado en un pico granítico a 647 metros sobre el nivel del mar, perteneciente al municipio de Burgos, "Su Burgu" (el burgo), con una población censada de 1.051 habitantes y una extensión de 17,96 km. cuadrados.
Mariano IV de Arborea fundó la ciudad de Burgos en torno al castillo. Dicho condado fue incorporado a la Corona de Aragón en 1478 por el Rey Juan II de Aragón y Navarra, privando de sus antiguos derechos a los rebeldes señores de la Casa de Arborea. Los Reyes Católicos incorporaron el Condado de Gocíano, así como la Marca de Oristán, a los títulos reales.
La "Carta de Logu", que constituyó el derecho civil sardo por cuatro siglos, fue promulgada por Leonor, giudicessa o jueza de Arborea, Condesa de Gocíano.
- Datos: Q388954